# Frontenac, Gironde
Frontenac är en kommun i departementet Gironde i regionen Nouvelle-Aquitaine i sydvästra Frankrike. Kommunen ligger i kantonen Targon som tillhör arrondissementet Langon. År 2022 hade Frontenac 785 invånare.

## Befolkningsutveckling
Antalet invånare i kommunen Frontenac
Referens:INSEE